# アフマド・ファトヒー
アフマド・ファトヒー（アラビア語: أحمد فتحي、Ahmed FathiまたはFathy、1993年1月25日-）は、カタールのプロサッカー選手。カタール・スターズリーグのアル・アラビ所属。ポジションはMF。サッカーカタール代表。
ファティーと表記されることがあるが、faف・tت・hi（hy）حيであり、読みはファトヒー（ィ）。

## 来歴

### 代表
U-22代表では2015年のトゥーロン国際大会に出場。
AFCアジアカップ2019の優勝メンバーで、フル代表では他にガルフカップ2017などに出場している。また、コパ・アメリカ2019でもメンバー入りしたが、出場はなかった。